# Chambray Touraine Handball
Chambray Touraine Handball  er en fransk håndboldklub, der kommer fra Chambray-lès-Tours i Frankrig. Klubben spiller i Championnat de France 
de Handball. Klubben blev etableret i 2006 og har Guillaume Marques som træner.

## Aktuel trup

### Spillertruppen 2022-23
| Målvogter - 01 Agathe Quiniou - 12 Rikke Marie Granlund Fløjspillere Venstre fløj - 13 Manon Houette - 34 Rebecca Bossavy Højre fløj - 22 Kimberley Bouchard - 84 Melvine Deba Stregspiller - 06 Clara Monti Danielsson - 82 Aidiatou Dembele | Bagspillere Venstre back - 33 Jovana Stoiljković Playmaker - 07 Ida Lagerbon - 27 Nadia Offendal - 41 Nina Brkljačić Højre back - 0 Laura van der Heijden - 93 Karichma Ekoh |